# HELLO MELLOW
『HELLO MELLOW』（ハロー・メロウ）は、Skoop On Somebodyの6枚目のオリジナル・アルバム。2004年1月7日に発売された。

## 概要
ベスト・アルバム『Singles 2002〜1997』を挟み3作連続で松尾潔がプロデュース。ジャケット写真はロンドンにて撮影。

## 収録曲
1. Oh Yeah!
  - 作詞：TAKE　作曲：KO-HEY　編曲：SOS
2. 琥珀の月
  - 作詞：小山内舞・TAKE　作曲：KO-HEY　編曲：SOS
3. 色なき風
  - 作詞：TAKE　作曲：KO-ICHIRO　編曲：SOS
4. My sunshine days
  - 作詞・作曲：TAKE　編曲：松浦晃久
5. Smile Again (Album Version)
  - 作詞：小山内舞・TAKE　作曲：KO-ICHIRO　編曲：SOS
6. Through the Night
  - 作詞：TAKE　作曲：KO-ICHIRO　編曲：SOS
7. Sing a Song (4 U)
  - 作詞・作曲：TAKE　編曲：松浦晃久
8. nite flite (interlude)
  - 作詞：TAKE　作曲：JAMES・TAKE　編曲：JAMES
9. Butterfly
  - 作詞：小林夏海・TAKE　作曲：KO-HEY　編曲：SOS
10. もうひとつの結末
  - 作詞：TAKE　作曲：KO-ICHIRO　編曲：SOS
11. This New Morning
  - 作詞：TAKE　作曲：KO-ICHIRO　編曲：SOS
12. if...and if
  - 作詞：小山内舞　作曲：TAKE　編曲：SOS
13. 抱きしめて
  - 作詞・作曲：TAKE　編曲：松浦晃久
14. My Gift to You
  - 作詞：小山内舞・SOS　作曲・編曲：SOS